# SSD (Band)
SSD war eine US-amerikanische Hardcore-Band aus Boston, Massachusetts, die im Jahr 1981 unter dem Namen SS Decontrol, kurz für Society System Decontrol, gegründet wurde und sich 1985 auflöste.

## Geschichte

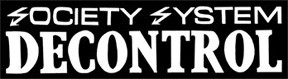
Anfängliches Bandlogo

Die Band wurde im Jahr 1981 unter dem Namen Society System Decontrol gegründet. Schlagzeuger Chris Foley, Bassist James Sciarappa und Gitarrist Al „Lethal“ Barile hatten sich bei einem Konzert in einem Bostoner Club getroffen. Nach dem Konzert begaben sie sich in Sciarappas Garage, musizierten dort gemeinsam und beschlossen die Gründung einer Band. Namensgebend war das Lied Decontrol von Discharge. SSD vertraten einen Wertekanon, der an denjenigen von Washingtoner Straight-Edge-Bands wie Minor Threat, Government Issue oder Youth Brigade angelehnt war: Ablehnung von Drogen jeder Art, Eliminierung der Barriere zwischen Band und Publikum, Einbeziehung jüngerer Zielgruppen durch alkoholfreie Nachmittagskonzerte (matinees), Zusammenhalt innerhalb der Szene, Do it yourself statt Zusammenarbeit mit der Musikindustrie und die Ablehnung von allem, was aus New York kam. Kurz nach ihrer Gründung begab sich die Band mit dem Sänger David „Springa“ Spring in ein kleines Studio, um die ersten Aufnahmen anzufertigen, woraufhin kurz darauf das Demo How Much Art erschien. Im Jahr 1982 folgte das Debütalbum The Kids Will Have Their Say über das bandeigene Label XClaim! Records, während Dischord Records den Vertrieb übernahm. Der Veröffentlichung folgten erstmals Auftritte außerhalb Bostons, darunter ein Konzert in Washington, D.C. zusammen mit Void, Black Market Baby, Iron Cross und Artificial Peace. Danach schlossen sich Auftritte im New Yorker Club A7 an und SSD spielte dort unter anderem zusammen mit den Bad Brains. Im Jahr 1983 folgte die EP Get It Away über XClaim!, wobei der Tonträger, wie bereits auch das Debütalbum, in der Erstauflage auf 1000 Stück limitiert war. Im selben Jahr kam Francoise Levesque als zweiter Gitarrist zur Band. 1984 wechselte die Band zum Label Modern Method Records, obwohl Gitarrist Barile das Label zwei Jahre zuvor noch als „Szenefremdkörper“ bezeichnet hatte. Die Band benutzte daraufhin nur noch das Kürzel „SSD“ und veröffentlichte im selben Jahr das Album How We Rock. Nach einem Wechsel zu Homestead Records folgte im November 1985 das nächste Album Break It Up. Nach einem Auftritt im April 1985 zusammen mit Jerry’s Kids verkündete die Band ihre Auflösung und erklärte die Hardcore-Szene für tot. Die Band hatte sich seit einigen Jahren bereits stilistisch vom Hardcore entfernt. 1992 erschien nach der Auflösung die Kompilation Power über Taang! Records, die seltene oder unveröffentlichte Demoaufnahmen enthielt. Nach der Auflösung trat Sciarappa Slapshot bei, während Spring nach Chicago zog, kurzzeitig die Band Razor Cane gründete und im Anschluss ein Studium der Theaterwissenschaften begann. Gitarrist Al Barile starb am 6. April 2025 im Alter von 63 Jahren an den Folgen einer Erkrankung an Darmkrebs.

## Stil
Laut Matthias Mader in seinem Buch This Is Boston …Not New York. Eine Hardcore Punk Enzyklopädie berichtete das Fanzine Suburban Voice, dass die Band eine der Säulen des Hardcore-Genres in Amerika sei. Laut Jon Anastas von Slapshot seien alle einflussreichen Bands aus der Roadcrew oder Freunden der Gruppe hervorgegangen. Das Album The Kids Will Have Their Say sei laut Mader stark durch Gruppen wie Discharge und Blitz beeinflusst wurden. Die meist schnell gespielten Lieder seien eine Blaupause für die spätere Straight-Edge-Bewegung gewesen. Insbesondere Youth of Today hätten sich stark an den Texten von SSD bedient. Laut Aussage der Band nehme die Gruppe jedoch den Straight-Edge-Gedanken nicht so eng und halte sich nicht immer an sexuelle Enthaltsamkeit, Anti-Alkoholismus und Nichtrauchen. Das Album Get It Away sei die letzte reine Hardcore-Produktion der Gruppe, ehe man in den Hard Rock abgeglitten sei. Der stilistische Wechsel mache sich auch durch die Namensänderung von SS Decontrol zu SSD und die Umgestaltung des Bandlogos, das auf Metal getrimmt worden sei, bemerkbar. Für das Cover des Albums habe man sich an dem von Judas Priests Point of Entry und für das Backsleeve an For Those About to Rock (We Salute You) von AC/DC orientiert. Zudem seien nicht mehr die ansonsten üblichen Punkpseudonyme verwendet worden, sondern die Klarnamen der Bandmitglieder. Die Band sei auf dem Album sehr stark durch die damals aufkommende Speed-Metal-Bewegung beeinflusst worden. Die Lieder seien laut Mader jedoch nicht metallischer als die Werke von Crumbsuckers und Leeway. Das Album sei eine „Speed Metal-Scheibe mit leichten HC-Einflüssen“. Break It Up hingegen sei „[s]tinklangweiliger 70s-Hardrock mit Glam-Schlagseite“. Laut Spring sei die Band zu dieser Zeit durch Gruppen wie AC/DC, Cheap Trick, Discharge, GBH und gelegentlich T. Rex beeinflusst worden. Auch Brian Cogan rechnete in seiner Encyclopedia of Punk Music and Culture die Band zu den Pionieren der Bostoner Straight-Edge- und Hardcore-Szene zu. Die Band habe eine Fangruppierung von etwa 20 Mitgliedern gehabt, die an den rasierten Köpfen, ihrem strikten Straight-Edge-Richtlinien und ihrem aggressiven Auftreten im Moshpit zu erkennen gewesen seien.

## Diskografie
als SS Decontrol
- 1981: How Much Art (Demo, Eigenveröffentlichung)
- 1982: The Kids Will Have Their Say (XClaim! Records)
- 1983: Get It Away (EP, XClaim!)

als SSD
- 1984: How We Rock (Modern Method Records)
- 1985: Break It Up (Homestead Records)
- 1992: Power (Kompilation, Taang! Records)